# Borsa di commercio
La Borsa di commercio è un edificio di Parigi in origine usato per la compravendita di materie prime. Attualmente è usato per la fornitura di servizi della Camera di commercio di Parigi.

## Storia
L'edificio fu costruito a partire dal 1763 come Borsa del grano: la forma originaria dell'edificio prevedeva un cortile interno aperto all'interno del palazzo di forma circolare. Tale cortile verrà ricoperto solo nel 1811 dalla cupola in ferro e vetro che si può vedere tutt'oggi. Nel 1885 l'edificio venne sottoposto a degli importanti rifacimenti a cura di Henri Blondel, che inglobarono alcuni edifici attorno e a cui si deve l'aspetto attuale.
Il comune di Parigi, storico proprietario dell'immobile, vendette l'edificio alla camera di commercio di Parigi nel 1946 per la cifra simbolica di un franco francese. Il palazzo è dichiarato monumento nazionale dal 1975.